# Druhová rozmanitost

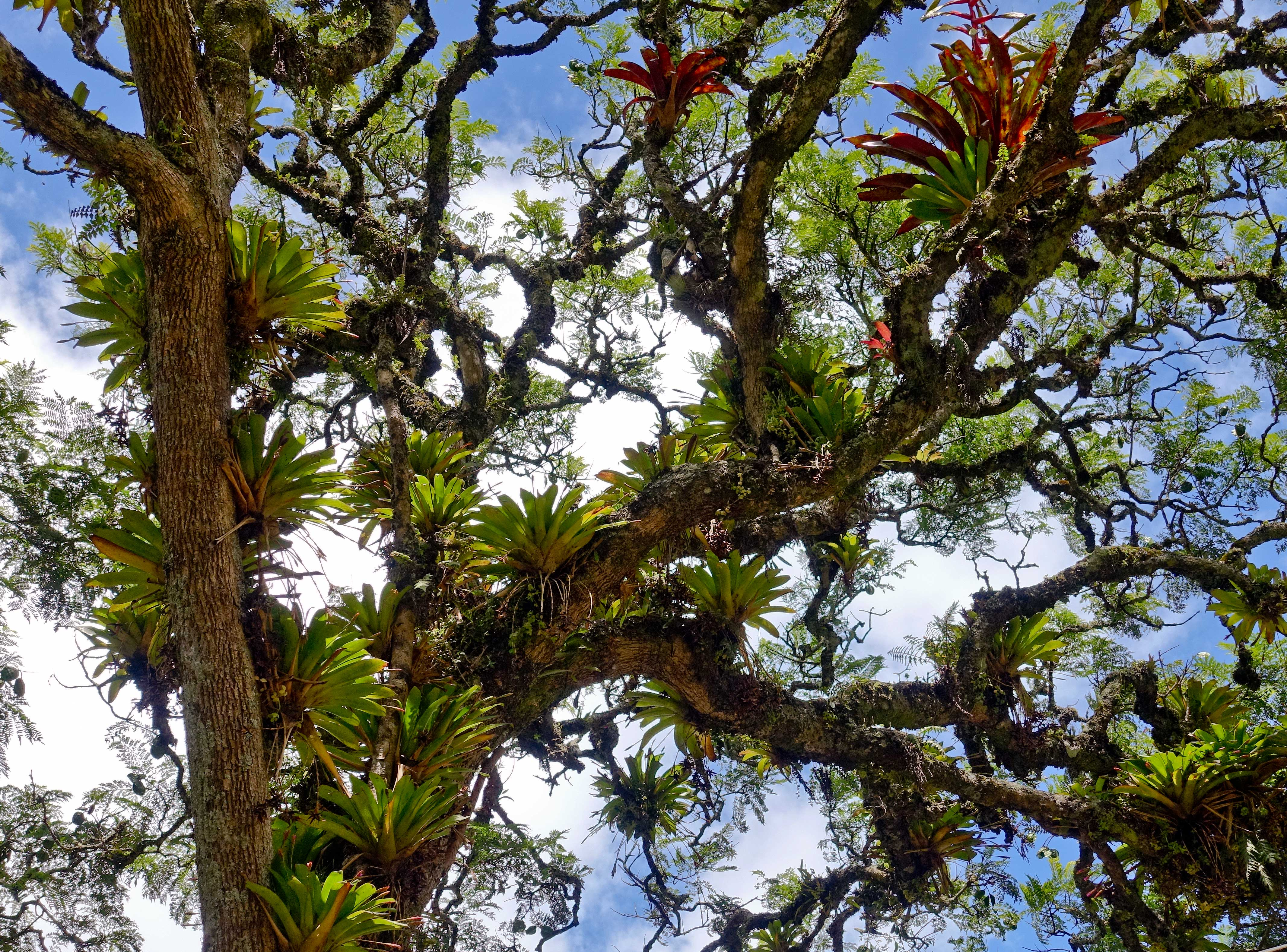
Přiklad vysoké druhové rozmanitosti. V Mlžném lese může na jednom stromě růst až 80 rostlinných druhů.

Druhová rozmanitost (též druhová diverzita) je biodiverzita na úrovni druhů. Jejím měřítkem je celkový počet živočišných a rostlinných druhů na Zemi a jeho růst.
Počet všech druhů na Zemi není lidmi zdaleka znám - odhady se pohybují mezi 10 miliony a 2 miliardami. Pouze 1,4 milionu druhů je pojmenováno a vědecky popsáno a zařazeno. Stejně jako celkový počet máme jen mlhavé představy o jeho pohybu - tedy přibývání resp. ubývání (mizení, vymírání) druhů. Podle jen za období 1965–1990 vymizelo okolo 50 000 druhů. Podle jiné studie z roku 2014 však k úbytku druhů nedochází. Vymírání druhů je jeden ze způsobů měření vlivu člověka na biosféru.
Biodiverzita je základním předpokladem pro udržení druhu. Snižování druhové rozmanitosti se nazývá genová eroze. Pokud se v populační genetice počítá s druhovou rozmanitostí, je tím myšlen počet druhů v populaci. Pokud odpovídají fenotypy organismů jejich genotypům, je druhová rozmanitost přímo úměrná s rozmanitostí genetickou (která odpovídá počtu různých alel v populaci).
Z evolučního hlediska jsou za druhovou rozmanitost zodpovědné mechanismy jako inbrední deprese a speciace, naopak směrem k druhově méně rozmanité populaci vede outbrední deprese a většinou také šlechtění.
Pro ekologické studie je nutné druhovou rozmanitost statisticky vyjádřit. Využívá se pro to různých parametrů, jedním z nejdůležitějších je alfa-diverzita.

## Vymírání druhů
K největšímu vymírání druhů dochází v prostředích s největší biodiverzitou a biologickou aktivitou – v deštných pralesích, korálových útesech a mokřadech. Všechny tři jmenované ekosystémy, zejména v posledních letech, strádají přímým či nepřímým vlivem člověka.
Míra vymírání (ale i zvyšování počtu) druhů se dá poměrně přesně stanovit ze změny rozlohy jejich přirozených biotopů. Empiricky bylo zjištěno, že při úbytku přirozeného prostředí na 1/10 přežije polovina druhů. Po odhadu původního počtu druhů v daném prostředí a ze změny rozlohy jejich biotopu lze tedy stanovit odhad současného počtu druhů v dané lokalitě.